# 碧江姜花
碧江姜花（学名：Hedychium bijiangense）为姜科姜花属下的一个种。

## 扩展阅读
- 維基物種上的相關：碧江姜花